# Claudiu-Lucian Pop
Claudiu-Lucian Pop (n. 22 iulie 1972, Pișcolt, Satu Mare) este un episcop român unit (greco-catolic), episcop al Episcopiei de Cluj-Gherla. Stema sa episcopală evocă stema orașului liber Cluj.

## Cariera ecleziastică
A învățat la Jibou, unde a absolvit liceul teoretic în 1990. În ziua de 23 iulie 1995 episcopul Vasile Hossu l-a hirotonit preot al Eparhiei de Oradea Mare. Din 1999 până în 2007 a ocupat funcția de prorector, iar ulterior rector al misiunii greco-catolice române la Paris, Franța. Ulterior a devenit rector al Colegiului Pontifical Pio Romeno din Roma. Sinodul episcopilor greco-catolici români întrunit pe 8-10 iunie 2011 l-a ales episcop auxiliar, cu sediul la Blaj. Lucian Pop i-a urmat în funcție episcopului Vasile Bizău, transferat în scaunul vacant al Episcopiei Maramureșului (cu sediul în municipiul Baia Mare). Alegerea a fost confirmată de papa Benedict al XVI-lea în data de 21 noiembrie 2011. 
În ziua de 8 decembrie 2011 cardinalul Leonardo Sandri, prefectul Congregației pentru Bisericile Orientale, l-a hirotonit episcop, în biserica „Santi Biagio e Carlo ai Catinari” din Roma.